# أل إيوينغ
أل إيوينغ (بالإنجليزية: Al Ewing) هو رسام كارتون بريطاني، ولد في 12 أغسطس 1977 في المملكة المتحدة.